# Turó de Mas Capell
El Turó de Mas Capell és una muntanya de 661 metres que es troba al municipi de Santa Maria de Miralles, a la comarca de l'Anoia.